# Philoponella semiplumosa
Philoponella semiplumosa es una especie de araña araneomorfa del género Philoponella, familia Uloboridae. Fue descrita científicamente por Simon en 1893.
Habita desde las Antillas Mayores hasta Venezuela.